# Преторианска префектура Италия
Преторианска префектура на Италия, Илирия и Африка (на латински: praefectura praetorio Italiae, Illyrici et Africae) е една от четирите териториално-административни  Преториански префектури на късната Римска империя. В състава ѝ влизат Апенинския полуостров, западните Балкани, Дунавските провинции и части от Северна Африка. Префектура има за седалище естествено Рим, но  по-късно то се мести в Милано и най-накрая в Равена.

## Структура и история
Префектурите са създадени след разделянето на Империята със смъртта на Константин Велики през 337 година, и се състоят от въведените от Диоклециан по-малки териториални единици, наречени диоцези или епархии. Първоначално това са диоцезите Африка, Италия, Панония, Дакия и Македония (последните две първоначално са дялове на Мизия). 
Диоцез Италия е разделен на две части -Крайградска Италия („Италия под Град Рим“, на латински: suburbicaria) и Стопанска Италия („снабдителна“, на латински: annonaria).
През 347 е създадена Преторианска префектура Илирик и в нея са включени диоцезите Панония, Дакия и Македония. За кратко между 361 и 375 тази префектура е закрита, но е възстановена от Грациан. Територията ѝ е оспорвана между двете половини на Империята чак до окончателното разделяне в 395 г., когато Панония е отделена от Илирик и е присъединена към западната Империя.
Въпреки краят на Западната империя през 476 г. германските държавници Одоакър и Теодорих Велики продължават да използват Римския административен апарат. Префектурата по този начин оцелява и отново попада в римски ръце след Юстиниановата с победоносна готска война. Въпреки това, с лангобардската инвазия през 568 г. римското владичество се запазва само в разпръснати и изолирани територии и префектурата отстъпва място на екзархата Равена, създаден от император Маврикий.

## Списък на известните преториански префекти на Италия и Африка
Емилиян (328)

  Луций Пупий Пакациан (334-335)

  Аконий Катулин (341)

  Марк Меций Плацид (342-344)

  Вулкаций Руфин (344-347)

  Гай Ционий Руф Волузиан Лампадий  (355)

  Егнаций Лолиан (355-56)

  Тавър (356-361)

  Клавдий Мамертин (361-365)

  Вулкаций Руфин (365-368)

  Секст Клавдий Петроний Проб (368-375)

  Децимий Хилариан Хисперий (378-380)

  Флавий Афраний Сиагрий (382)

  Флавий Хипатий (382-383)

  Секст Клавдий Петроний Проб (383)

  Ноний Атик (383-384)

  Ветий Агорий Претекстат (384)

  Флавий Неотерий (385)

  Секст Клавдий Петроний Проб (387)

### Западна Империя
Нумий Емилиян Декстер (395)

  Евсевий (395-396)

  Флавий Малий Теодор (397-399)

  Валерий Месала Авиен (399-400)

  Руф Синезий Адриан (400-405)

  Флавий Макробий Лонгиниан 406)

  Курций (407-408)

  Флавий Макробий Лонгиниан (408)

  Флавий Малий Теодор (408-409)

  Цецилиан (409)

  Йовий (409)

  Мелиций (410-412)

  Селевк (412)

  Йоан (412-413)

  Руф Синезий Адриан (413-414)

  Селевк (414-415)

  Юний Кварт Паладий (416-421)

  Аниций Авхений Бас (435)

  Ацилий Фауст (438)

  Петроний Максим (439)

  Деций Агинаций Албин (443-448)

  Флавий Цецина Деций Василий (458)

  Целий Аконий Пробиан (461-463)

  Флавий Цецина Деций Василий (463-465)

### Германско владичество
При Одоакър
- Манлий Боеций (480-486)
- Флавий Цецина Деций Максим Василий (483)
- Цецина Маворций Василий Деций (486-493)

При Остготските крале
- Либерий (494-500)
- Флавий Албин (?500-503)
- Касиодор Стари (500-?)
- Aниций Проб Фауст (509-512)
- Rufius Магнус Фауст Avienus (527-528)
- Фауст (521/522) или 529
- Касиодор Млади (533-537)
- Фиделис (537-538)
- Репарат (538-539)

### Източно-Римско управление
Атанасий (539-542)

  Максимин (542)